# اوسوالدو سانچز
اوسوالدو سانچز (انگلیسی: Oswaldo Sánchez؛ زادهٔ ۲۱ سپتامبر ۱۹۷۳) دروازه‌بان فوتبال سابق اهل مکزیک است. 
از باشگاه‌هایی که در آن بازی کرده‌است می‌توان به گوادالاخارا اشاره کرد.
وی همچنین در تیم ملی فوتبال مکزیک بازی کرده‌است و در سه جام جهانی ۱۹۹۸، ۲۰۰۲ و ۲۰۰۶ عضو این تیم بود.